# Filip Ivanovski
Filip Ivanovski (in macedone Филип Ивановски?; Skopje, 1º maggio 1985) è un ex calciatore macedone, di ruolo attaccante.

## Caratteristiche tecniche
È un centravanti.

## Palmarès

### Club

#### Competizioni nazionali
- Campionato macedone: 2

Rabotnički: 2004-2005
Vardar: 2011-2012, 2015-2016
- Kup na Makedonija: 1

Makedonija Gjorče Petrov: 2005-2006
- Supercoppa di Macedonia: 1

Vardar: 2015
- Puchar Polski: 1

Dyskobolia: 2006-2007
- Puchar Ekstraklasy: 2

Dyskobolia: 2006-2007, 2007-2008

### Individuale
- Capocannoniere del campionato macedone: 1

2011-2012 (24 gol)